# 镇宁紫云菜
镇宁紫云菜（学名：Strobilanthes martinii）为爵床科紫云菜属的植物，是中国的特有植物。分布在中国大陆的贵州等地，生长于海拔1,000米的地区，一般生长在江边，目前尚未由人工引种栽培。